# Менделевий
Менделевий е химичен елемент с атомен номер 101 в периодичната система, обозначава се със символа Md.
Елементът носи името на Димитрий Иванович Менделеев, създателят на периодичната таблица. Името Менделевий е прието от Международния съюз за чиста и приложна химия (IUPAC). Предложеният от откривателите символ Mv не е приет и през 1963 година IUPAC променя символа на Md, както е познат днес.
Менделевият струва трилиони пъти по-скъпо от златото и елмазите и може да се счита за най-скъпото вещество на Земята.

## История
Менделевият е синтезиран от Алберт Гиорсо, Глен Сиборг, Грегъри Чопин, Бернард Харви и Стенли Томпсън (ръководител на екипа) в началото на 1955 г. в Калифорнийския университет в Бъркли. Изотопът 256Md е синтезиран чрез облъчване на 253Es с алфа-частици (хелиеви ядра) в 60-инчов циклотрон. Елемент 101 е деветият синтезиран трансуранов елемент (елементи с пореден номер по големи от 92). През нощта на 18 февруари 1955 г. групата учени създават 17 атома от елемента. Те са анализирани с помощта на метод за адсорбция-елуиране на йонообмен. По време на процеса менделевий показвал характеристики, сходни с тулий, който е негов естествен хомолог.

## Химични свойства
Още преди откриването на менделевий, през 1954 г. учените предполагат, че елементът ще наподобява, по химични свойства, другите актиниди и характерно за него ще бъде степен на окисление +3. По-късно, в края на 50-те – средата на 60-те години, това предположение е било потвърдено експериментално.
През 70-те и 80-те години на миналия век, съветски учени провеждат серия от експерименти, за да докажат съществуването на съединения на четиривалентен менделевий. Опитът да бъде окислен Md3+ до Md4+, въпреки очакванията на изследователите, са неуспешни.

## Изотопи
Шестнадесет изотопа на менделевиий с маса от 245 до 260, са познати. 258Md е с период на полуразпад от 51,5 дни, 260Md с период на полуразпад от 31,8 дни и 257Md с период на полуразпад от 5,52 часа. Всички останали изотопи имат период на полуразпад по-малък от 97 минути, а по-голямата част от тях – по-малък от 5 минути. Този елемент има и 5 мета-стабилни състояния, от които с най-голям период на полуразпад е 258Md (t½ = 58 мин.).